# 小嶋秀樹
小嶋 秀樹（こじま ひでき、1966年（昭和41年）2月19日 -　）は、日本の技術者。工学博士。東北大学教授。
認知科学・人工知能・ロボティクスの研究者。研究テーマはヒューマン・コミュニケーション。子ども型ロボットInfanoidやぬいぐるみ型ロボットKeeponの制作・実証実験を行い身体をもった人工知能であるロボットを社会的に発達させることを通して，コミュニケーション能力の本質（コア）とその成り立ちを明らかにする研究を行っている。

## 経歴
- 1988年 電気通信大学 電気通信学部 情報数理工学科卒業 （卒業論文「テキストと意味の相互変換モデルの研究」）
- 1990年 電気通信大学大学院 電気通信学研究科 情報工学専攻 博士前期課程修了 工学修士 （修士論文「言語理解のための語意的・構造的曖昧性調節モデル」）
- 1994年 電気通信大学大学院 電気通信学研究科 情報工学専攻 博士後期課程修了 博士（工学） （博士論文 "Computing lexical cohesion as a tool for text analysis"）
- 1994年 通信総合研究所（CRL；現 情報通信研究機構） 関西先端研究センター 研究官（おもな研究テーマ「ヒューマン=コミュニケーションの認知科学」）
- 1998年 - 1999年 マサチューセッツ工科大学（MIT） 人工知能研究所 客員研究員（科学技術庁 長期在外研究；おもな研究テーマ「ヒューマノイド=ロボティクス」）
- 2000年 通信総合研究所 けいはんな情報通信融合研究センター 主任研究官（おもな研究テーマ「発達ロボティクス・状況共有コミュニケーション」）
- 2004年 情報通信研究機構（NICT）けいはんな情報通信融合研究センター 主任研究員（組織名変更；おもな研究テーマ「コミュニケーション=ケア」）
- 2006年 情報通信研究機構（NICT）知識創成コミュニケーション研究センター 主任研究員（組織名変更；おもな研究テーマ「ロボット/インタフェースのユニバーサル=デザイン」）
- 2008年 宮城大学 事業構想学部 デザイン情報学科 教授（おもな研究テーマ「コミュニケーションの認知科学，ヒューマン=ロボット=インタラクション，コミュニケーション=ケアとユニバーサル=デザイン」）
- 2013年 宮城大学 副学長（兼任）
- 2017年 宮城大学 退職　同年 東北大学大学院教育情報学研究部 教授（おもな研究テーマ「コミュニケーションの認知情報科学，教育・福祉への認知情報技術の応用」）

## 受賞
- 2002年 通信総合研究所 個人優秀賞,「身体的コミュニケーションのメカニズムの研究」（所内表彰）
- 2003年 計測自動制御学会 SI2002 ベストセッション賞,「共感できるロボットには何が必要か」（小嶋 秀樹・仲川こころ・矢野 博之）
- 2004年 ROMAN-2003 (IEEE International Symposium on Robot and Human Interactive Communication), Best Paper Award "Attention coupling as a prerequisite for social interaction" (Hideki Kozima, Cocoro Nakagawa, Hiroyuki Yano)
- 2007年 ヒューマン・エージェント・インタラクション・シンポジウム HAI-2006 Outstanding Research 最優秀賞「療育・保育の現場でのヒューマン=ロボット=インタラクション」（小嶋 秀樹・仲川こころ）
- 2007年 Robots at Play Prize 2007, "Keepon" (Hideki Kozima, Marek Michalowski, Cocoro Nakagawa)
- 2007年 ROMAN-2007 (IEEE International Symposium on Robot and Human Interactive Communication), Best Interactive Demonstration Award, "Keepon and the BeatBots" (Hideki Kozima, Marek Michalowski)
- 2008年 情報通信研究機構 個人優秀賞,「ヒューマン・ロボット・インタラクションの研究と障害児療育等への応用」（所内表彰）
- 2008年 ICRA-2008 (IEEE International Conference on Robotics and Automation), The ICRA 2008 Robot Challenge, Winner of the 1st Grand Challenge in Human-Robot Interaction, "Keepon" (Hideki Kozima, Marek Michalowski)
- 2009年 ICRA-2009 (IEEE International Conference on Robotics and Automation), "Kobe City Mayor's Award" for outstanding performance in the 2009 ICRA Human-Robot Interaction Challenge, "BeatBots" (Marek Michalowski, Hideki Kozima)